# Euploea visaya
Euploea visaya är en fjärilsart som beskrevs av Moore 1883. Euploea visaya ingår i släktet Euploea och familjen praktfjärilar. Inga underarter finns listade i Catalogue of Life.